# I Want to Be There When You Come
| Recensione | Giudizio |
| ---------- | -------- |
| AllMusic   | link     |
| MSN Music  | link     |

I Want to Be There When You Come è un singolo del gruppo musicale inglese Echo & the Bunnymen, pubblicato il 1 settembre 1997 come secondo estratto dall'album Evergreen.
Fu il secondo singolo distribuito dopo che Ian McCulloch, Will Sergeant e Les Pattinson riformarono la band. Raggiunse il numero 30 della classifica britannica, il numero 26 della US Alternative Songs e il numero 16 della Canadian RPM Alternative 30.

## Il disco
Come il singolo precedente, Nothing Lasts Forever, uscì su London Records in vinile 7 pollici e in due versioni separate di CDs - a parte la title track, tutte e tre le versioni avevano tracce differenti e ciascuno una copertina diversa.
Il lato B del singolo da 7 pollici e le tracce extra del secondo CD sono esecuzioni acustiche dal vivo registrate per la radio WHYT a Detroit, nel Michigan. I brani aggiuntivi del primo CD sono quelli registrati per il Jo Whiley Show e furono trasmessi per la prima volta sulla BBC Radio 1 l'11 giugno 1997.
Scritta da Will Sergeant, Ian McCulloch  e Les Pattinson, la title track venne prodotta dalla band. L'ingegnere del suono fu Cenzo Townsend e il missaggio di Mark 'Spike' Stent. Le tracce della sessione di Jo Whiley vennero prodotte da Miti.

## Tracce
Testi e musiche di McCulloch, Sergeant e Pattinson, tranne ove indicato.

### 7"
Lato A
1. I Want to Be There When You Come

Lato B
1. Killing Moon (Live Acoustic Version)

### CD1
1. I Want to Be There When You Come - 3:39
2. Killing Moon (The Jo Whiley Session) - 4:52 (Sergeant, McCulloch, Pattinson, de Freitas)
3. Nothing Lasts Forever (The Jo Whiley Session) - 4:21

### CD2
1. I Want to Be There When You Come - 3:39
2. Lips Like Sugar (Live Acoustic Version) - 4:18
3. I Want to Be There When You Come (Live Acoustic Version) - 3:36

## Formazione
- Ian McCulloch - voce, chitarra
- Will Sergeant - chitarra
- Les Pattinson - basso

## Classifiche
| Classifica (1997)         | Posizione massima |
| ------------------------- | ----------------- |
| Regno Unito               | 30                |
| Stati Uniti (alternative) | 26                |
| Canada (alternative)      | 16                |